# 米科拉伊夫卡 (沙蒂夫卡長老區)
49°1′16″N 36°27′15″E / 49.02111°N 36.45417°E
米科拉伊夫卡（烏克蘭語：Миколаївка）是位於烏克蘭東部的村莊，由哈爾科夫州洛佐瓦區洛佐瓦市鎮的沙蒂夫卡长老区負責管轄。該村距離斯米爾尼夫卡3公里，始建於1891年，面積0.48平方公里，海拔高度104米，2001年人口260。